# ارکیده خورشیدی جنگلی
ارکیده خورشیدی جنگلی (نام علمی: Thelymitra arenaria) نام یک گونه از سرده ارکیده‌های خورشیدی است.